# Ctenophryne
Ctenophryne é um gênero de anfíbios da família Microhylidae.

## Taxonomia
Nelsonophryne Frost, 1987 e Melanophryne Lehr & Trueb, 2007 foram sinonimizados em 2012 com o Ctenophryne.
As seguintes espécies são reconhecidas:
- Ctenophryne aequatorialis (Peracca, 1904)
- Ctenophryne aterrima (Günther, 1901)
- Ctenophryne barbatula (Lehr & Trueb, 2007)
- Ctenophryne carpish (Lehr, Rodriguez & Córdova, 2002)
- Ctenophryne geayi Mocquard, 1904
- Ctenophryne minor Zweifel & Myers, 1989